# Nacina Ves
Nacina Ves est un village de Slovaquie situé dans la région de Košice.

## Histoire
Première mention écrite du village en 1254.

## Démographie

### Évolution de la population
| Année:               | 1994. | 2004.   | 2014.   | 2024.   |
| -------------------- | ----- | ------- | ------- | ------- |
| Nombre de personnes: | 1649  | 1736    | 1776    | 1841    |
| Différence:          |       | +5,27 % | +2,30 % | +3,65 % |

| Année:               | 2023. | 2024.   |
| -------------------- | ----- | ------- |
| Nombre de personnes: | 1834  | 1841    |
| Différence:          |       | +0,38 % |

## Politique
| Nom          | Parti politique     | Date de l'élection | Fin du mandat |
| ------------ | ------------------- | ------------------ | ------------- |
| Anton Šandor | ĽS-HZDS,KDH,SNS,HZD | 02.12.2006         | Déc. 2010     |